# Little Red Riding Hood
Little Red Riding Hood é um curta-metragem de animação produzido nos Estados Unidos, dirigido por Walt Disney e lançado em 1922.